# Studiolo dell'Abate
Lo studiolo dell'Abate è un locale del monastero dei Santi Faustino e Giovita a Brescia, interamente decorato ad affresco con scene bibliche da Giandomenico Tiepolo, tra il 1754-1755.

## Storia
Il ciclo decorativo viene quasi sicuramente eseguito tra il 1754 e il 1755, in concomitanza con la realizzazione dell'Apoteosi dei santi Faustino, Giovita, Benedetto e Scolastica per il presbiterio della chiesa dei Santi Faustino e Giovita, annessa al monastero. Chiusi nel piccolo ambiente, gli affreschi rimangono completamente ignorati per secoli dalla critica artistica e vengono riproposti per la prima volta solo da Antonio Morassi nel 1939.
In realtà, anche prima del Morassi il ciclo era stato segnalato, ad esempio da Pompeo Molmenti (1911) e Giorgio Nicodemi (1921), ma limitandosi solo a brevi accenni.
Nel 1997, nell'ambito dell'integrale riqualificazione del monastero per trasferirvi la sede dell'Università degli Studi di Brescia, anche lo studiolo è stato restaurato e ripulito.

## Descrizione
Il ciclo si compone di varie scene tratte dalla Bibbia affrescate su tutte e quattro le pareti, disposte in modo da occupare adeguatamente gli spazi attorno a porte e finestre e infine racchiuse entro racemi e cornici mistilinee. Le scene comprendono: il Riposo durante la fuga in Egitto l'Incontro di Gesù con la samaritana al pozzo, l'Adultera condotta davanti a Gesù, la Peccatrice ai piedi di Gesù durante la cena in casa di Simone il fariseo e, sovrapposta a quest'ultima, Agar nel deserto visitata dall'angelo.
Alle scene si accompagnano raffigurazioni più generiche e di dimensioni ridotte, con paesaggi miniaturizzati e composizioni di frutta.

## Stile

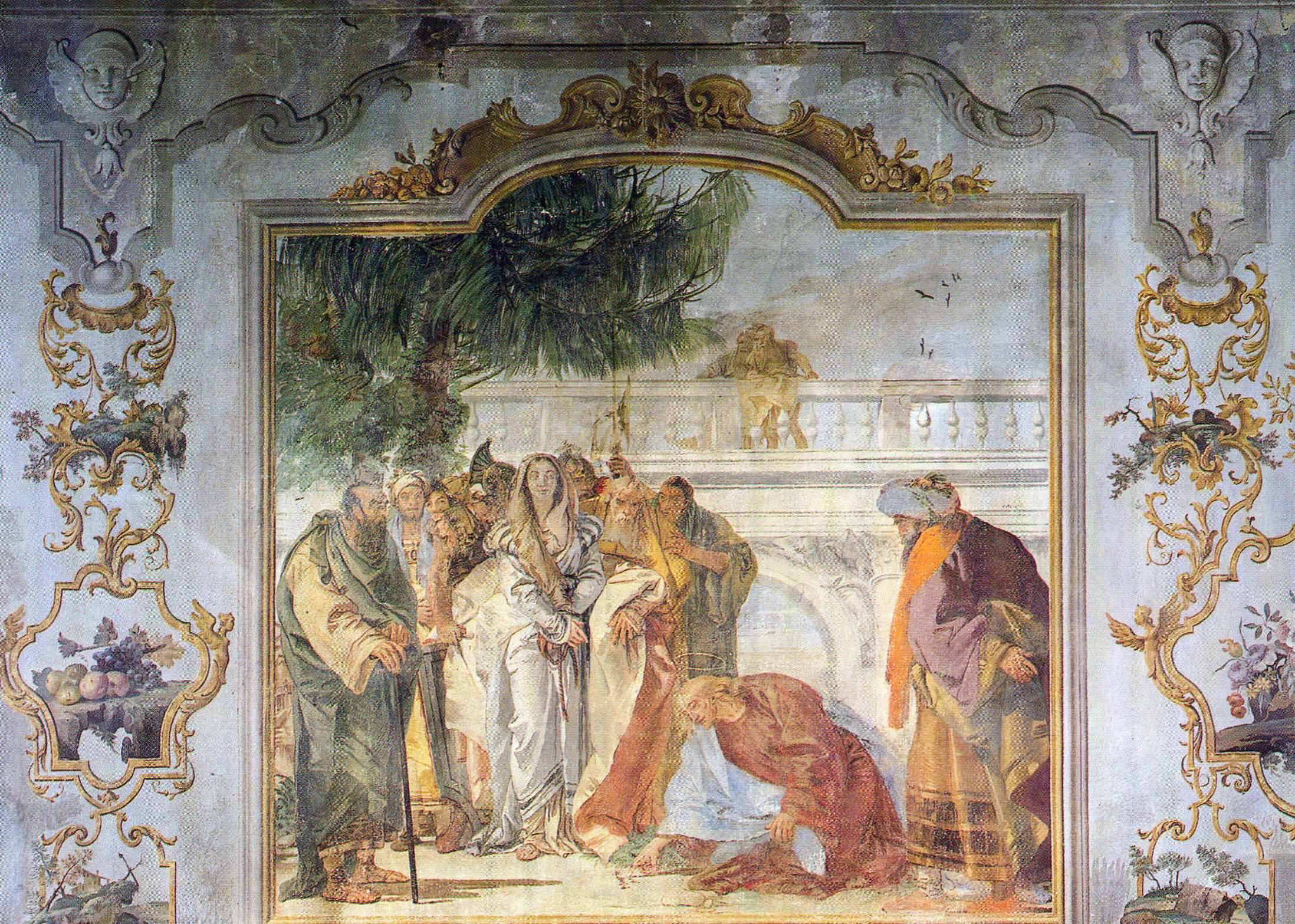
L'Adultera condotta davanti a Gesù.

È difficile, in assenza di documentazione al riguardo, stabilire il programma iconografico sviluppato dalle scene, apparentemente di difficile comprensione. Non è da escludere, però, che si tratti di scelte casuali. In ogni caso, spicca evidentemente un protagonismo femminile.
Pier Virgilio Begni Redona, nel 1999, propone un'interpretazione osservando che "sembra possibile, innanzi tutto, stabilire un legame tra il Riposo durante la fuga in Egitto e Agar nel deserto (l'unico episodio di questo "racconto" tratto dall'Antico Testamento). Sia Agar, sia Maria sono in una situazione difficile non per loro colpa, ma perché perseguitate da altri: Agar da Sara, Maria da Erode; ed entrambe perché hanno da poco partorito un figlio, quello stesso che ora stringono tra le braccia: Agar, Ismaele e Maria, Gesù. Entrambe sono state scelte e associate a un progetto di salvezza. [...] Il committente dei dipinti vuol raccontare di Agar che è l'immagine del Sinai, dell'antica alleanza: i suoi figli non sono liberi stanno sotto la schiavitù della legge e, secondo Paolo, Agar è la vera madre del Giudaismo. Maria è la madre della nuova alleanza ed è la madre dei cristiani, cioè di tutti quelli che si riconoscono fratelli di Gesù che è il segno definitivo della nuova alleanza".
Prosegue il critico: "Le altre tre scene raccontano tre incontri di tre donne assai diverse con Gesù. Il primo incontro, quello della peccatrice nella casa di Levi nel mezzo di un banchetto è ricercato e voluto: la peccatrice in lacrime si prostra ai piedi di Gesù e ottiene il perdono dei peccati. Il secondo incontro è casuale: al pozzo di Giacobbe la donna di Samaria dai sette mariti incontra Gesù, inizialmente gli si oppone ma poi lo riconosce messia e si converte. Il terzo incontro è coatto: l'adultera, sul punto di essere lapidata, viene condotta da scribi e farisei davanti a Gesù e ottiene un'insperata salvezza nell'impegno di una nuova prospettiva di vita esente da peccato".
Il valore stilistico degli affreschi nell'opera del Tiepolo è invece colto dal Morassi nel 1939, che riconosce il ciclo come "opera di largo piglio decorativo, che ben rivela le caratteristiche dello stile di Giandomenico". Gli affreschi, scrive, "sono ben notevoli per significare il primo stadio dell'evoluzione del giovane Giandomenico, con quei suoi impeti di bravura, il suo gioco frastagliato e vorticoso dei panneggi, il suo colorir chiaro, e il suo marcato e spesso scorretto disegno".

## Galleria d'immagini

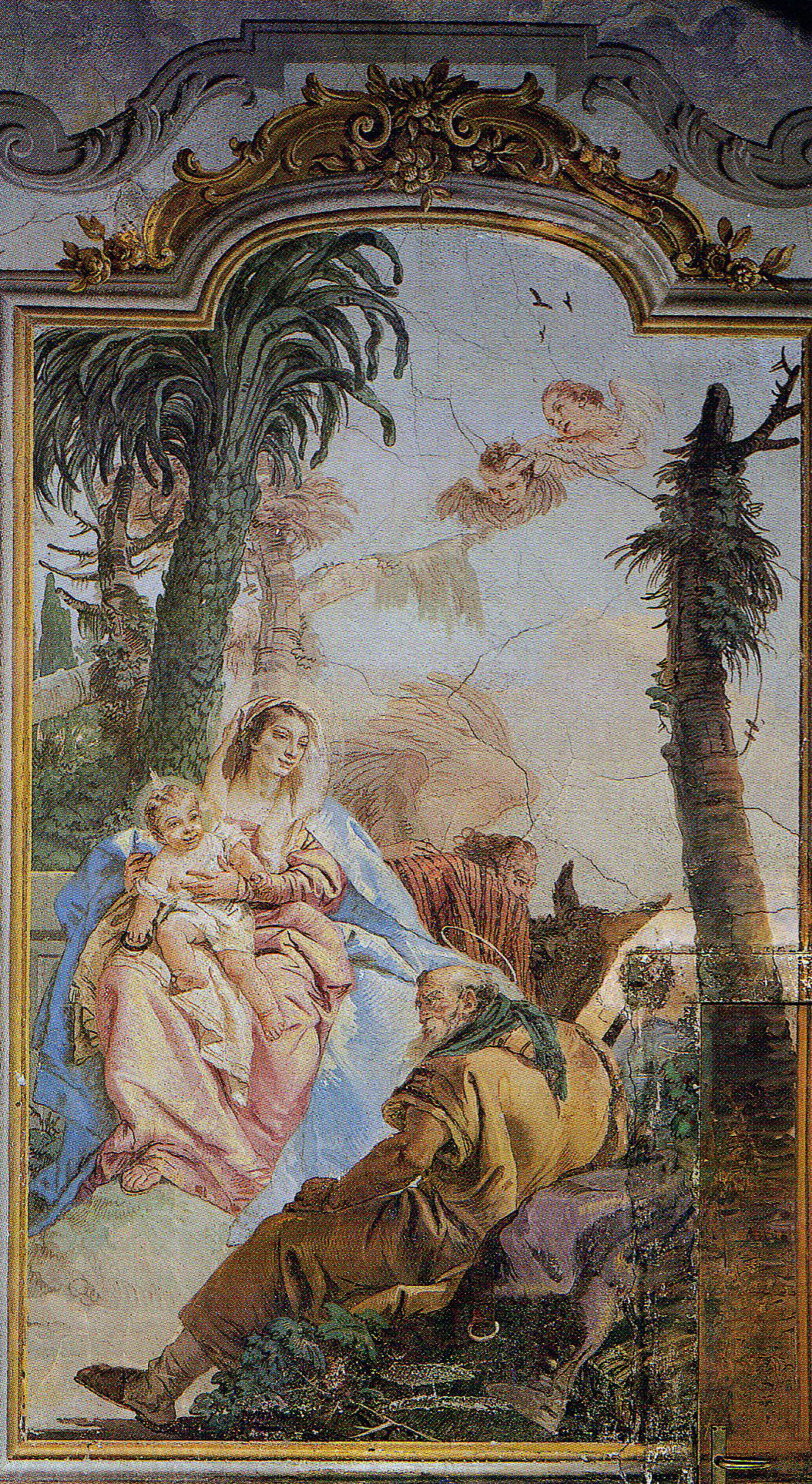
Riposo durante la fuga in Egitto
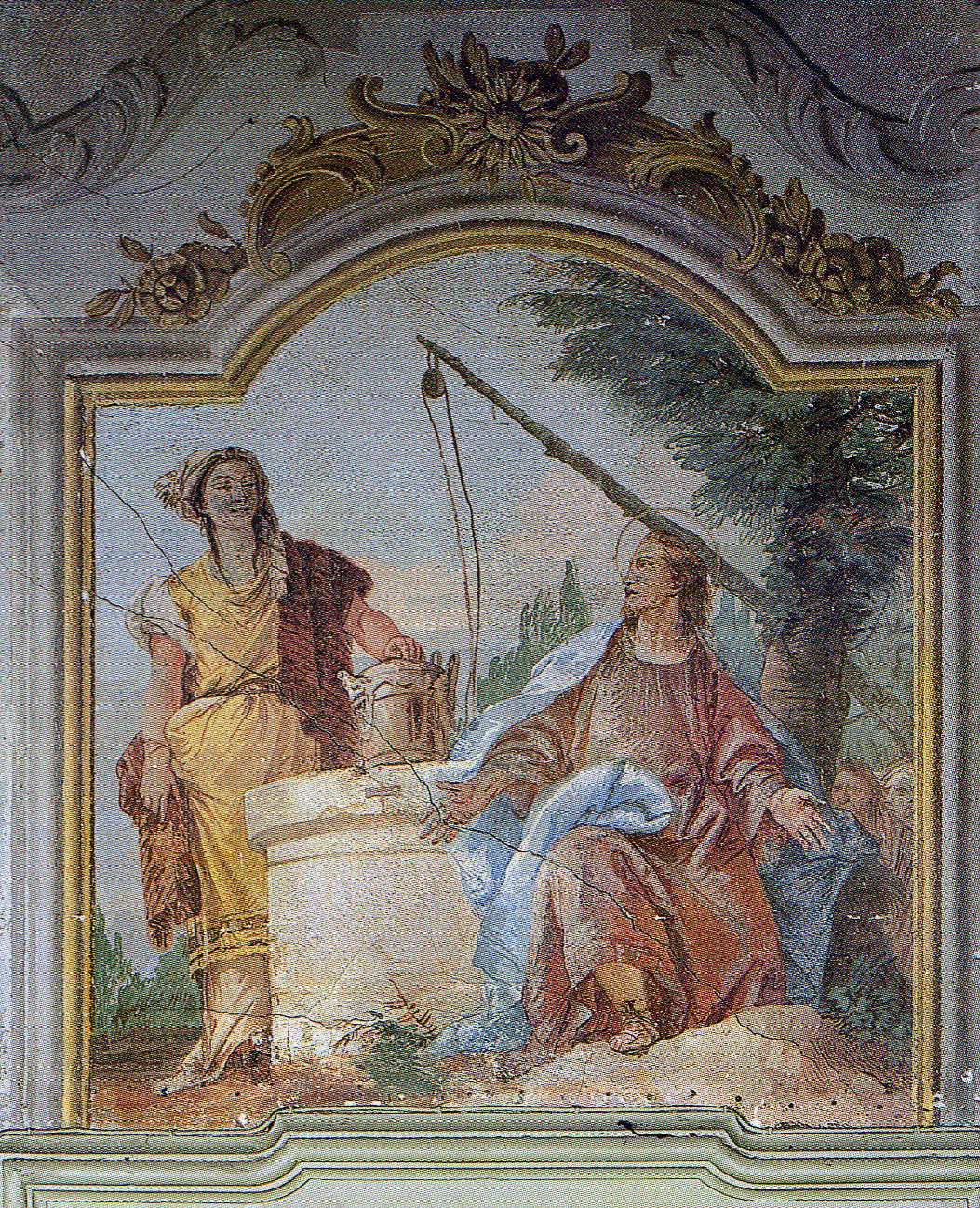
Incontro di Gesù con la samaritana al pozzo
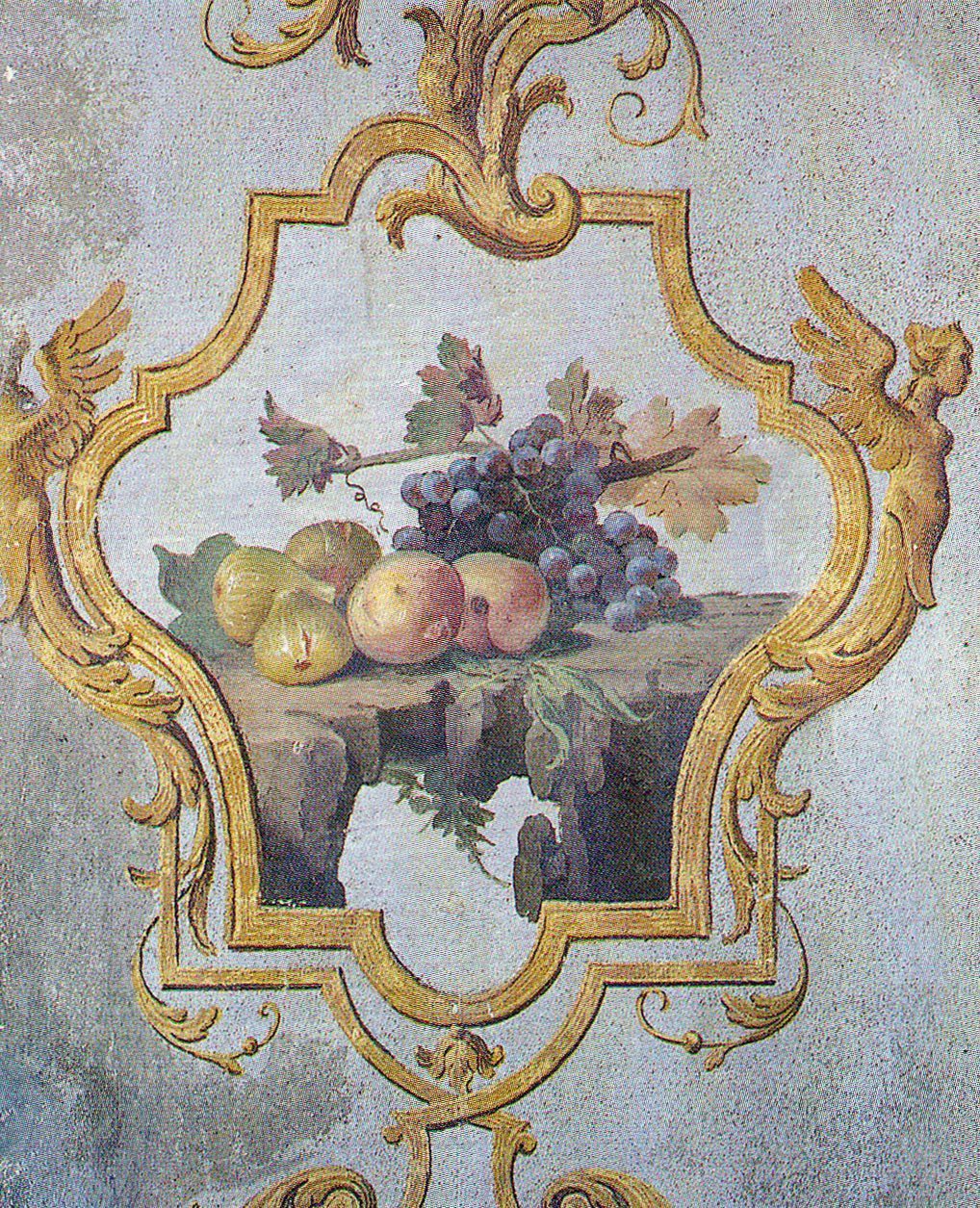
Particolare della decorazione a cornice delle scene